# Stazione di Marcellina-Palombara
La stazione di Marcellina-Palombara è la stazione ferroviaria posta in comune di Marcellina, costruita per servire oltre al comune omonimo, anche quello di Palombara Sabina. La stazione è ubicata sulla linea ferroviaria Roma-Pescara.

## Storia
Inaugurata nel 1887, in occasione dell'apertura dell'intera linea,fino al dicembre 2006 portava il nome di Palombara-Marcellina.
La stazione compare nelle scene di due film: La novizia, film del 1975 con Lionel Stander e Il Bi e il Ba, del 1985 con Nino Frassica.

## Movimento
La stazione è servita dai treni della linea FL2.